# Subligny (Manche)
Pour les articles homonymes, voir Subligny.
Subligny est une commune française, située dans le département de la Manche en région Normandie, peuplée de 377 habitants.

## Géographie
| La Mouche                            | Le Luot                       | Le Luot                |
| Le Grippon (comm. dél. des Chambres) | Subligny                      | Saint-Jean-de-la-Haize |
| Lolif                                | Lolif, Saint-Jean-de-la-Haize | Saint-Jean-de-la-Haize |

### Hydrographie
La commune est située dans le bassin Seine-Normandie. Elle est drainée par la Braize, le fossé 01 de la Noblerie, le fossé 01 de la Petite Ansoudière et le fossé 01 des Bas Monts,,.
La Braize, d'une longueur de 16 km, prend sa source dans la commune du Parc et se jette  dans la Sée à Marcey-les-Grèves, après avoir traversé huit communes. 

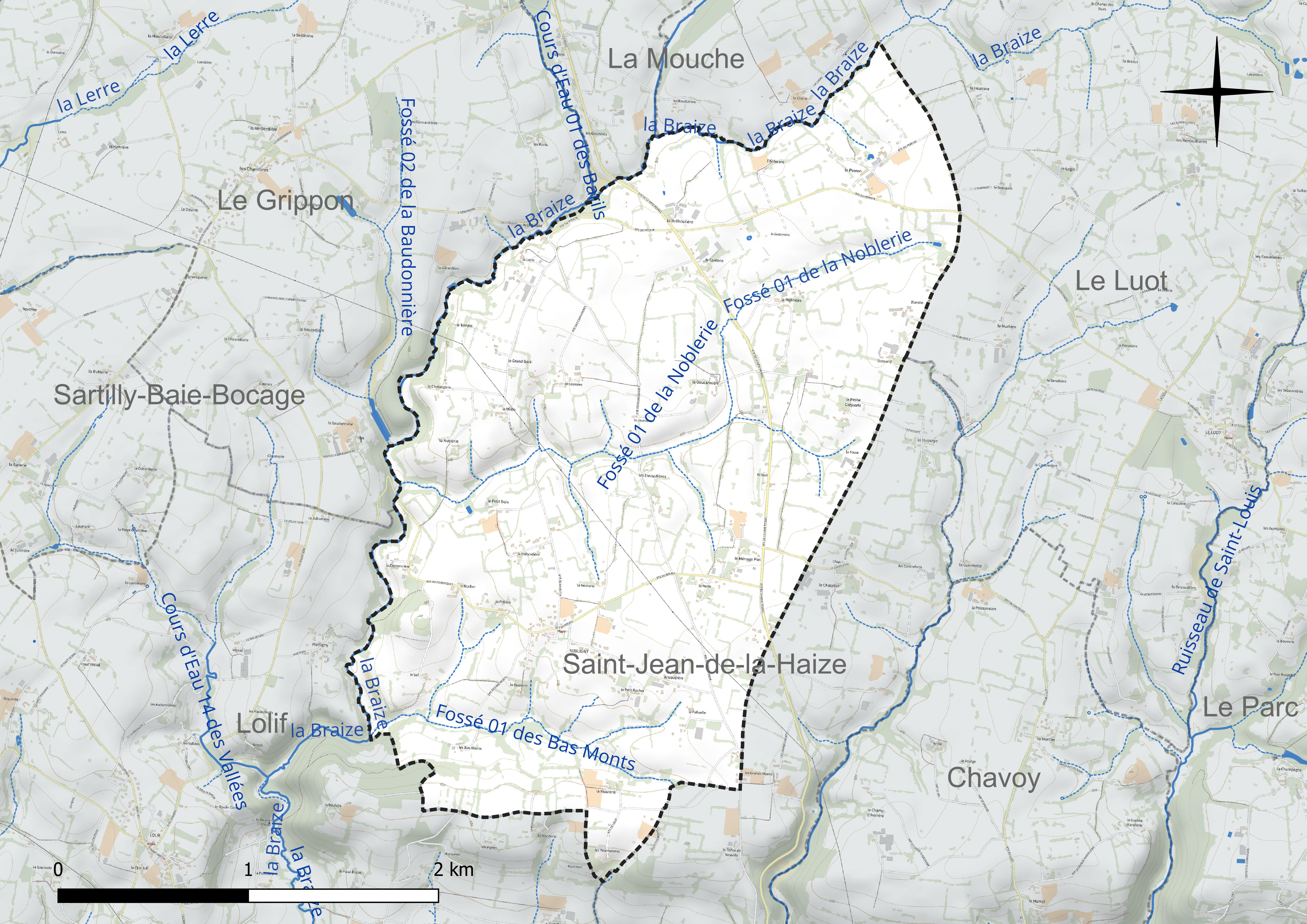
Réseau hydrographique de Subligny.

### Climat
Pour des articles plus généraux, voir Climat de la Normandie et Climat de la Manche.
En 2010, le climat de la commune est de type climat océanique franc, selon une étude du CNRS s'appuyant sur une série de données couvrant la période 1971-2000. En 2020, Météo-France publie une typologie des climats de la France métropolitaine dans laquelle la commune est exposée à un climat océanique et est dans une zone de transition entre les régions climatiques « Normandie (Cotentin, Orne) » et « Bretagne orientale et méridionale, Pays nantais, Vendée ». Parallèlement le GIEC normand, un groupe régional d’experts sur le climat, différencie quant à lui, dans une étude de 2020, trois grands types de climats pour la région Normandie, nuancés à une échelle plus fine par les facteurs géographiques locaux. La commune est, selon ce zonage, exposée à un « climat maritime », correspondant au Cotentin et à l'ouest du département de la Manche, frais, humide et pluvieux, où les contrastes pluviométrique et thermique sont parfois très prononcés en quelques kilomètres quand le relief est marqué.
Pour la période 1971-2000, la température annuelle moyenne est de 10,7 °C, avec une amplitude thermique annuelle de 12,2 °C. Le cumul annuel moyen de précipitations est de 968 mm, avec 14,3 jours de précipitations en janvier et 9,3 jours en juillet. Pour la période 1991-2020, la température moyenne annuelle observée sur la station météorologique la plus proche, située sur la commune de Longueville à 18 km à vol d'oiseau, est de 11,9 °C et le cumul annuel moyen de précipitations est de 802,4 mm,. Pour l'avenir, les paramètres climatiques de la commune estimés pour 2050 selon différents scénarios d’émission de gaz à effet de serre sont consultables sur un site dédié publié par Météo-France en novembre 2022.

## Urbanisme

### Typologie
Au 1er janvier 2024, Subligny est catégorisée commune rurale à habitat dispersé, selon la nouvelle grille communale de densité à sept niveaux définie par l'Insee en 2022. Elle est située hors unité urbaine. Par ailleurs la commune fait partie de l'aire d'attraction d'Avranches, dont elle est une commune de la couronne,. Cette aire, qui regroupe 32 communes, est catégorisée dans les aires de moins de 50 000 habitants,.

### Occupation des sols
L'occupation des sols de la commune, telle qu'elle ressort de la base de données européenne d’occupation biophysique des sols Corine Land Cover (CLC), est marquée par l'importance des territoires agricoles (99,7 % en 2018), une proportion identique à celle de 1990 (99,7 %). La répartition détaillée en 2018 est la suivante : prairies (56,6 %), zones agricoles hétérogènes (43 %), forêts (0,3 %). L'évolution de l’occupation des sols de la commune et de ses infrastructures peut être observée sur les différentes représentations cartographiques du territoire : la carte de Cassini (XVIIIe siècle), la carte d'état-major (1820-1866) et les cartes ou photos aériennes de l'IGN pour la période actuelle (1950 à aujourd'hui).

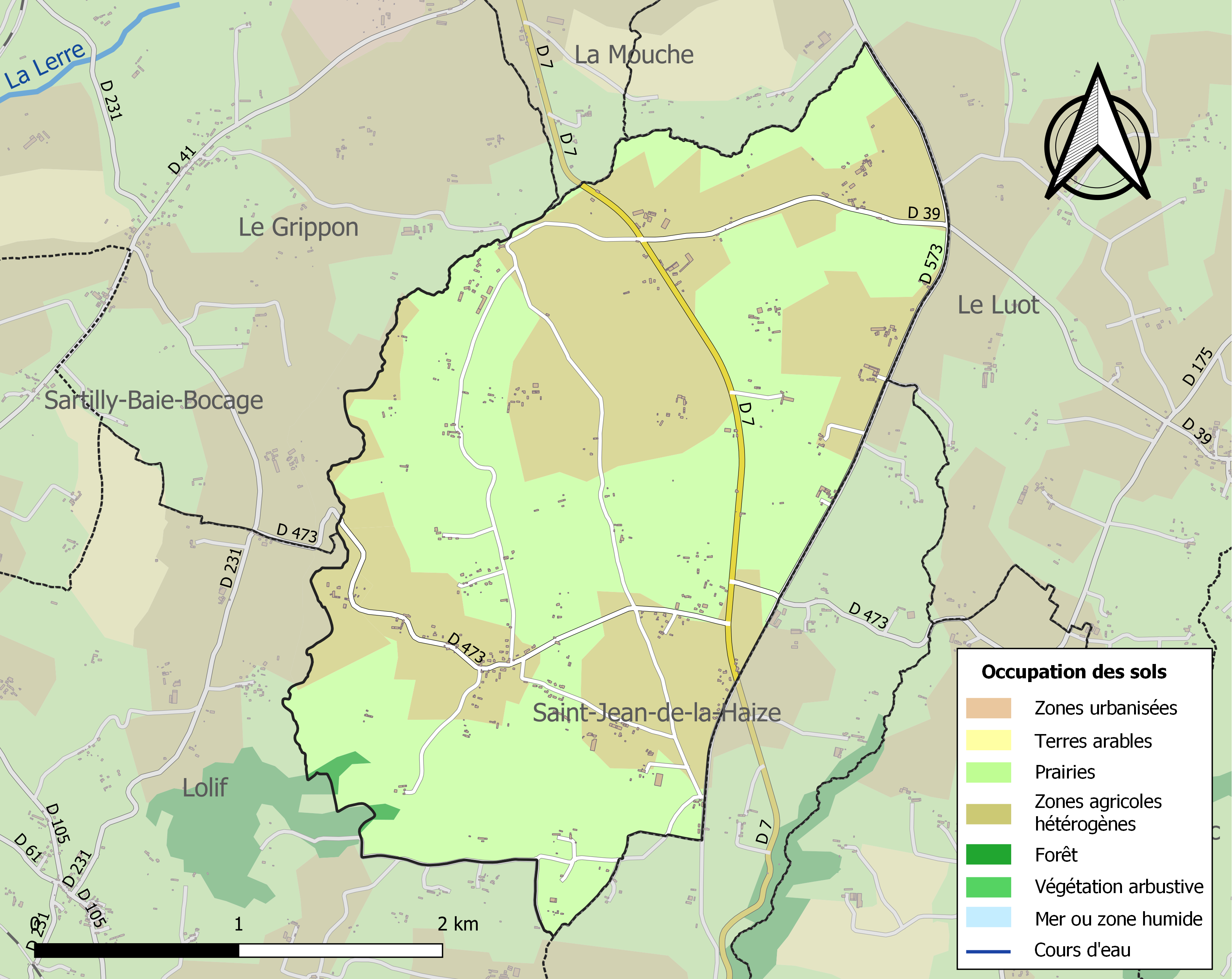
Carte des infrastructures et de l'occupation des sols de la commune en 2018 (CLC).

## Toponymie
Le nom de la localité est attesté sous les formes Subligneio en 1121, de Suligneio au XIIe siècle, Sullemni en 1170, de Sollignie v. 1175, Subligny en 1452 ou Soulleigny en 1494.
Le toponyme serait issu d'un anthroponyme, gaulois (tel que Subelinos), roman (tel que Solemnis) ou germanique (tel que Svabilo(n)).
Le gentilé est Sublignais.

## Histoire
On ignore l'emplacement du château de la famille de Subligny, dont on trouve un représentant au côté de Guillaume le Conquérant, li sire de soligni suivant la liste de Falaise et le Roman de Rou. Un Guillaume de Subligny participe à la première croisade. Hasculphe et Richard de Subligny fondent l'abbaye de La Lucerne et Jean de Subligny celle de Montmorel en 1180. Quant à la famille d'Arundel, originaire de Subligny et présente également à la conquête de l'Angleterre avec Roger d'Arundel, elle tenait le fief de la Brehoulière. Ces deux familles ont laissé selon le Domesday Book des descendants en Angleterre.
Vers 1200, l'église relevait de l'abbaye de Hambye.
Au XVIIe siècle c'est Jacques Le Marchand, qui fut président de la cour des aides de Rouen qui est seigneur du Grippon et de Subligny.
Au XVIIIe siècle, Subligny fut un foyer chouan, avec notamment une chouanne dont le nom de guerre était « La Capitaine », et un laboureur du village, Nicolas Lemétayer qui fit partie de l'expédition qui tua, en 1796, l'abbé Laurent Leroy (1768-1796) de Saint-Aubin-des-Préaux.

## Politique et administration
| Période                                                                                     | Période   | Identité          | Étiquette | Qualité     |
| ------------------------------------------------------------------------------------------- | --------- | ----------------- | --------- | ----------- |
| 1941                                                                                        | 1959      | Louis Chaignon    |           |             |
| 1959                                                                                        | 1965      | Alexandre Denolle |           |             |
| 1965                                                                                        | juin 1995 | René Barbot       |           |             |
| juin 1995                                                                                   | En cours  | Marc Guillard     | SE        | Agriculteur |
| Une partie des données est issue d'une liste établie par Jean Pouëssel et Michel Lebatteux. |           |                   |           |             |

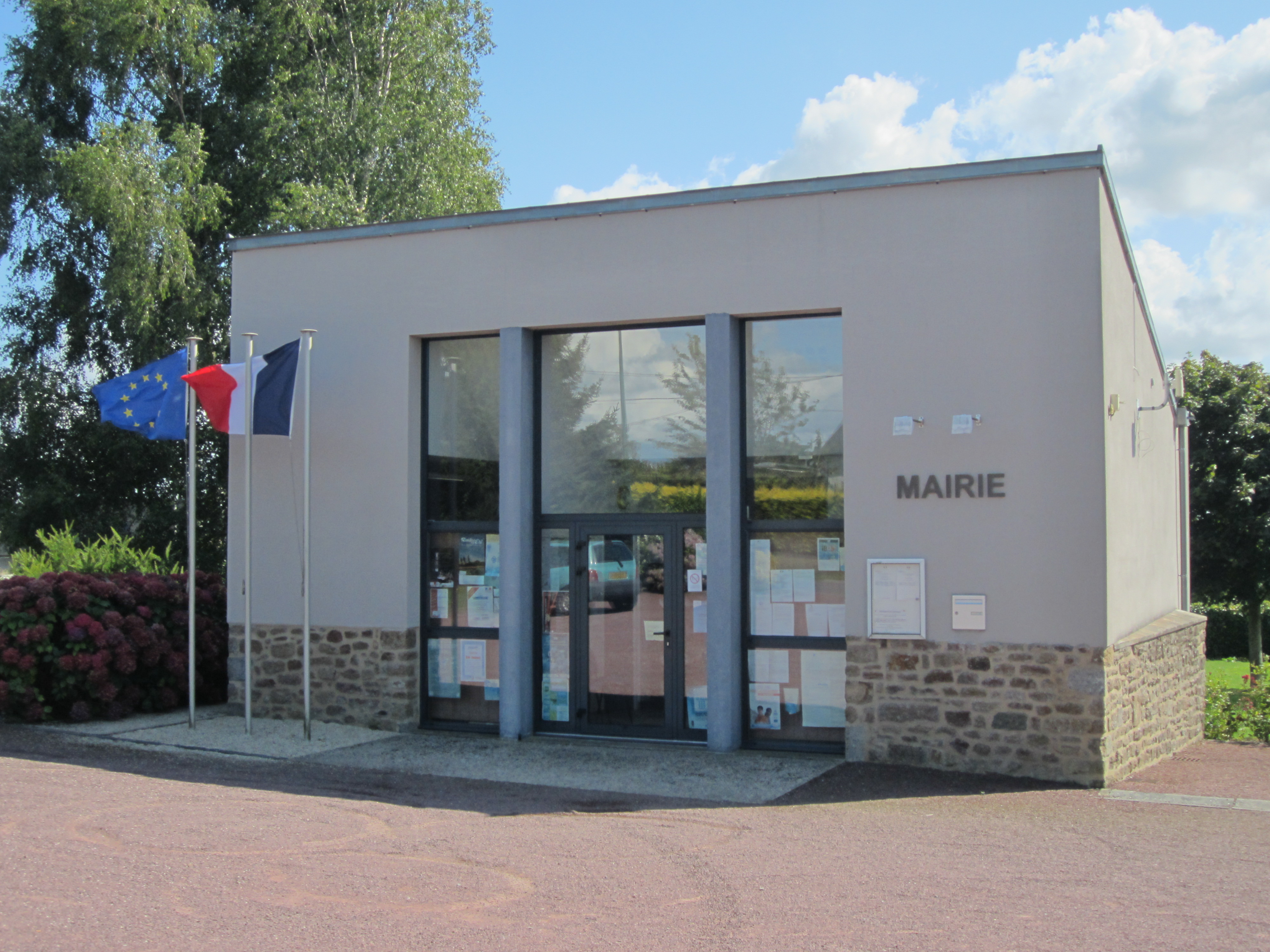
La mairie.

Le conseil municipal est composé de onze membres dont le maire et deux adjoints.

## Démographie
L'évolution du nombre d'habitants est connue à travers les recensements de la population effectués dans la commune depuis 1793. Pour les communes de moins de 10 000 habitants, une enquête de recensement portant sur toute la population est réalisée tous les cinq ans, les populations de référence des années intermédiaires étant quant à elles estimées par interpolation ou extrapolation. Pour la commune, le premier recensement exhaustif entrant dans le cadre du nouveau dispositif a été réalisé en 2006.
En 2022, la commune comptait 377 habitants, en évolution de +0,53 % par rapport à 2016 (Manche : −0,31 %, France hors Mayotte : +2,11 %).
Subligny a compté jusqu'à 627 habitants en 1806.
| 1793 | 1800 | 1806 | 1821 | 1831 | 1836 | 1841 | 1846 | 1851 |
| ---- | ---- | ---- | ---- | ---- | ---- | ---- | ---- | ---- |
| 611  | 580  | 627  | 497  | 602  | 609  | 588  | 607  | 607  |

| 1856 | 1861 | 1866 | 1872 | 1876 | 1881 | 1886 | 1891 | 1896 |
| ---- | ---- | ---- | ---- | ---- | ---- | ---- | ---- | ---- |
| 623  | 625  | 605  | 584  | 553  | 534  | 524  | 476  | 467  |

| 1901 | 1906 | 1911 | 1921 | 1926 | 1931 | 1936 | 1946 | 1954 |
| ---- | ---- | ---- | ---- | ---- | ---- | ---- | ---- | ---- |
| 457  | 431  | 438  | 404  | 426  | 418  | 420  | 382  | 364  |

| 1962 | 1968 | 1975 | 1982 | 1990 | 1999 | 2006 | 2011 | 2016 |
| ---- | ---- | ---- | ---- | ---- | ---- | ---- | ---- | ---- |
| 347  | 328  | 304  | 287  | 296  | 310  | 318  | 351  | 375  |

| 2021 | 2022 | - | - | - | - | - | - | - |
| ---- | ---- | - | - | - | - | - | - | - |
| 387  | 377  | - | - | - | - | - | - | - |

## Culture locale et patrimoine

### Lieux et monuments

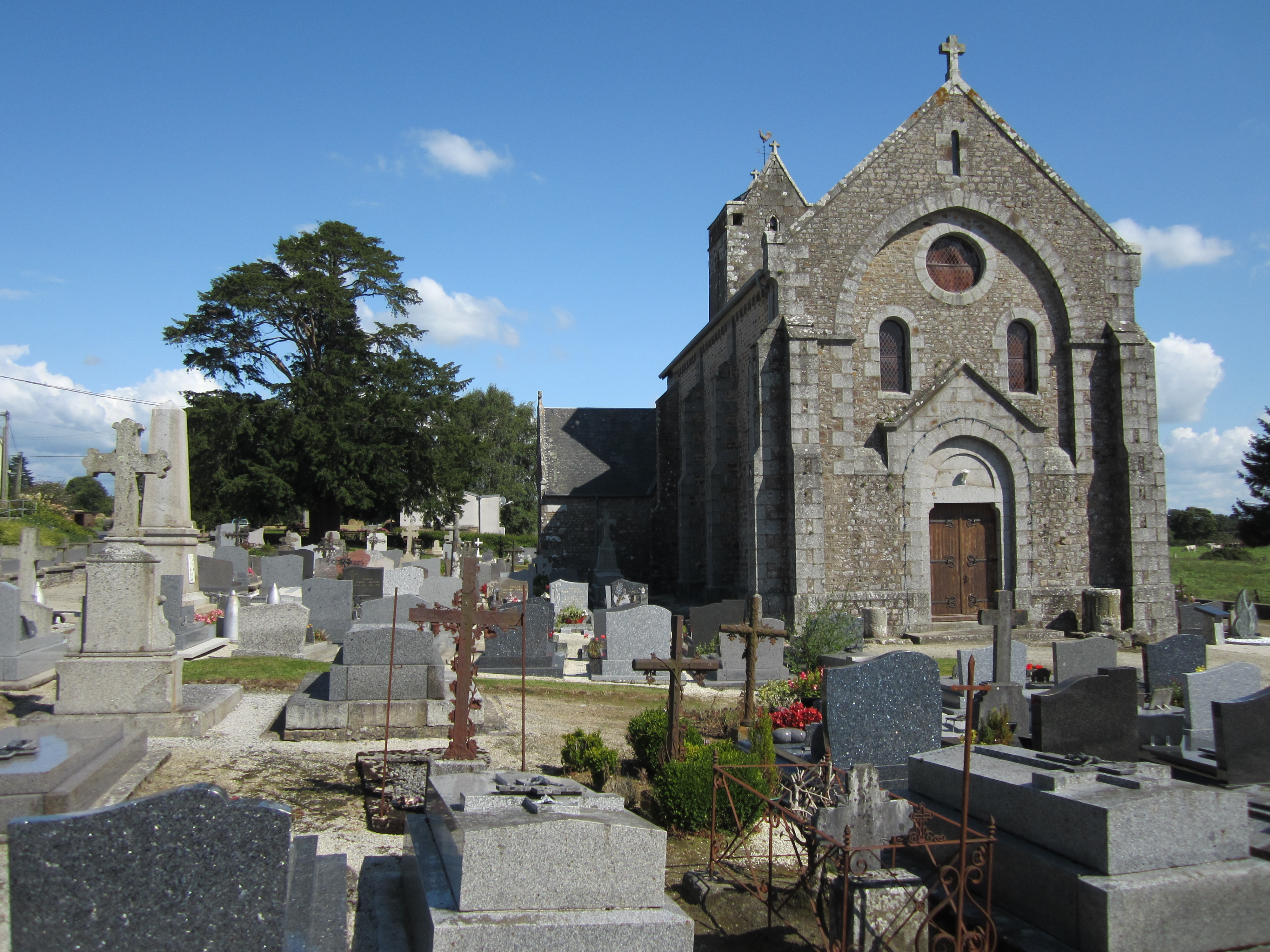
L'église Notre-Dame.

- Église Notre-Dame des XIIe, XIVe – XVIIe siècles, remaniée principalement au XVIIIe siècle Elle dépend de la paroisse Saint-Pierre-et-Saint-Paul du doyenné du Pays de Granville-Villedieu[32]. L'édifice abrite un maître-autel-retable, les statues de saint Pair, saint Nicolas et tabernacle des XVIIe-XVIIIe, les statues de saint Damien et saint Côme du XIVe et un aigle lutrin du XVIIIe classés au titre objet aux monuments historiques[33], ainsi que cinq bas-relief : le Sauveur et les quatre Évangélistes du XVIIe, une chaire à prêcher du XVIIIe, des fonts baptismaux du Moyen Âge et une Vierge à l'Enfant du XVIIe[23].
- Croix de chemin dites croix du chapitre du XIXe siècle, croix du moulin du XVIe siècle.
- Croix de cimetière du XVIIIe siècle. Elle est érigée sur une tombe du XVe siècle, selon une tradition, en mémoire d'un seigneur du Grippon tué par un d'Arondel dans une querelle de chasse.
- If funéraire de quatre mètres de circonférence.
- Ancien presbytère.

### Personnalités liées à la commune
- Richard de Subligny (mort en 1153), évêque d'Avranches.
- Nicolas Mazure (XVIIe siècle), docteur en Sorbonne, curé de l'église Saint-Paul-Saint-Louis de Paris (on peut y voir, un portrait de lui en 1632), contradicteur de Blaise Pascal et fondateur de la chapelle du Châtellier à Saint-Jean-de-la-Haize.

### Héraldique
| Blason de Subligny | Blason  | Parti d'argent et de gueules, à deux pointes de l'un en l'autre mouvant du chef.    |
| Blason de Subligny | Détails | Armes de la famille de Subligny. Création Denis Joulain. Adopté le 28 janvier 2021. |